# شهرستان توخولا
شهرستان توخولا (به لاتین: Tuchola County) یک شهرستان در لهستان است که در استان کویافسکو-پومورسکی واقع شده‌است.

## خصوصیات
شهرستان توخولا ۱٬۰۷۵٫۲۷ کیلومترمربع مساحت و ۴۷٬۲۳۰ نفر جمعیت دارد.